# Carla Bruni
Carla Bruni-Sarkozy, ursprungligen Carla Gilberta Bruni Tedeschi, född 23 december 1967 i Turin, Italien, är en italiensk-fransk sångerska, låtskrivare och tidigare fotomodell. Hon är sedan den 2 februari 2008 gift med Nicolas Sarkozy, Frankrikes tidigare (2007–2012) president.
Hennes skivor ges ut av det franska skivbolaget Naïve, som även ger ut bland andra Aline de Lima.

## Biografi
Carla Bruni är dotter till den italienska konsertpianisten Marysa Borini i hennes äktenskap med kompositören Alberto Bruni Tedeschi. Hennes syster är skådespelerskan Valeria Bruni Tedeschi. Hennes bror, Virginio Bruni Tedeschi, dog den 4 juli 2006. År 2007 kom det fram att hennes biologiska far är Maurizio Remmert, en italiensk affärsman, bosatt i Brasilien.
Familjen Bruni-Tedeschi flyttade till Frankrike år 1973 för undkomma kidnappningshoten från den italienska terroristgruppen Röda brigaderna.
Bruni har en son tillsammans med Raphaël Enthoven, och en dotter (född 19 oktober 2011) tillsammans med sin nuvarande man.

## Diskografi

### Album
- Quelqu'un m'a dit (2003)
- No Promises (2007)
- Comme si de rien n'était (2008)
- Little french songs (2013)

### Andra
- "Vole" (2016) (välgörenhetssingel med Nolwenn Leroy, Alain Souchon, Laurent Voulzy...)

## Filmografi
- 2011 – Midnatt i Paris